# 埃布尼湖
48°55′19″N 9°36′34″E / 48.92194°N 9.60944°E

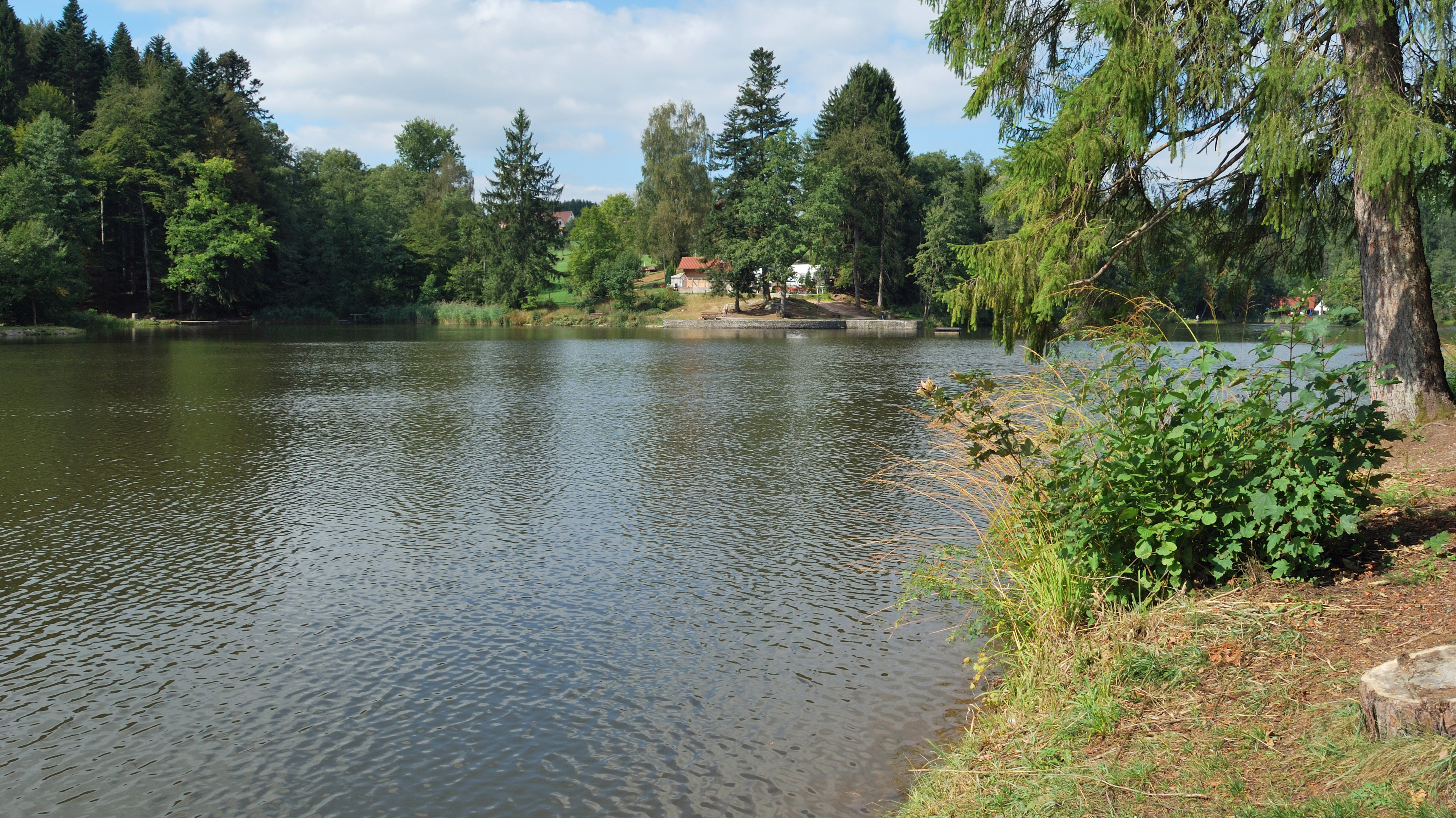

埃布尼湖（德語：Ebnisee），是德國的湖泊，位於該國西南部，由巴登-符騰堡州負責管轄，處於凱撒斯巴赫，長0.6公里、寬0.2公里，面積0.06平方公里，海拔高度471米，最大水深7米。